# César Espinoza del Canto
César Espinoza del Canto (21 de maio de 1908 - 31 d'octubre de 1993) fou un futbolista xilè.

## Selecció de Xile
Va formar part de l'equip xilè a la Copa del Món de 1930.